# Auguste-Jean-Gabriel Maurice
Pour les articles homonymes, voir Maurice.
Auguste-Jean-Gabriel Maurice, né le 10 octobre 1862 à La Plaine-sur-Mer et mort le 27 juillet 1925 à Pornic, est un prélat catholique français.

## Biographie
En 11908, il est nommé vicaire apostolique de Yan'an puis de Xi’an et évêque titulaire de Lesvi (de).